# Ogród botaniczny w Kajennie
Ogród botaniczny w Kajennie (fr. Jardin botanique de Cayenne) – ogród botaniczny znajdujący się w Kajennie, stolicy Gujany Francuskiej.

## Charakter i położenie
Ogród o powierzchni trzech hektarów jest położony w centrum Kajenny, na końcu alei Charles de Gaulle, w sąsiedztwie uniwersytetu i stanowi największy obszar zielony na terenie miasta. Gromadzi kolekcję 99 gatunków roślin z terenu Amazonii. Jest popularnym miejscem wypoczynku mieszkańców i fotografii ślubnej.

## Historia
Został utworzony w 1879 przez ówczesną radę generalną i zastąpił wcześniejszy Królewski Ogród Roślin otwarty w 1820 przez administrację kolonialną. W centrum założenia stoi popiersie Gastona Monnervilla (1897-1991), gujańskiego polityka, który był prezydentem lokalnego senatu w latach 1948–1968. Pomnik wykonany z brązu, z kamienną podstawą, został odsłonięty 15 października 1997. 10 czerwca 2017 odsłonięto natomiast odrestaurowany pomnik z 1848 w formie 42 stel z listą 13.043 niewolników, którzy zostali uwolnieni w 1848.